# Coralie Vogelaar
Coralie Vogelaar (1981) is een Nederlandse kunstenares en ontwerper. Zij studeerde in 2007 af aan de afdeling ontwerpen van het Sandberg Instituut en van 2009 tot 2010 was zij resident artist op de Rijksacademie in Amsterdam. Ze geeft les op ArtEZ Hogeschool voor de Kunsten in Arnhem. Vogelaar heeft meerdere conceptuele boeken op haar naam staan, waarin zij persoonlijke fascinaties combineert met visuele cultuurkritiek.

## Boeken

### The Photoshop
In 2006 maakte Vogelaar als kunstproject een fictief stockfotoboek met door haarzelf geënsceneerde, clichématige nieuwsfoto's. Dit boek leverde kritiek op de inwisselbaarheid van krantenfoto's (gesluierde vrouwen met foto's van hun omgekomen zonen en echtgenoten) en effectbejag van fotojournalistiek. Het idee achter het boek was dat krantenredacties de foto's uit het boek konden bestellen. Naast de stockfoto's bevat The Photoshop een tekst van fotograaf Hans Aarsman en een ‘making of’ fotoreportage.

### Masters of Rietveld, Dutch Design Education in the 21st Century
In 2007 maakte Vogelaar in opdracht van het Sandberg Instituut een hedendaagse beeldencyclopedie waarmee ze het werk van jonge ontwerpers in een brede visuele context plaatst. Duizenden beelden werden als visuele citaten door beeldrijm aan elkaar gekoppeld. Coralie Vogelaar zegt hierin dat we in een wereld leven van oppervlakkige beelden waarin we het oorspronkelijke referentiepunt zijn vergeten. Categorieën zijn in de beeldcultuur verdwenen en tegenstellingen gaan moeiteloos hand in hand: oorlog en mode, commercie en kunst, underground en succes, wetenschap en glamour. Hierover zegt Vogelaar: ‘De taak van de ontwerper is niet zozeer om nieuwe beelden te maken maar betekenis te geven aan het bombardement van beelden om ons heen’.

### Dearest TINKEBELL
In 2009 maakte zij in opdracht van en in samenwerking met kunstenares Katinka Simonse alias TINKEBELL een boek met een verzameling haatmails die TINKEBELL had ontvangen naar aanleiding van haar omstreden kunst: in 2004 had de kunstenares beweerd haar kat te hebben gedood om er een tas van te maken. (Dit bleek in 2012 overigens niet geheel juist te zijn: ze had haar kat, die ongeneeslijk ziek was, niet eigenhandig gedood.) In het boek werden namen, adressen en persoonlijke informatie als foto's en dagboekfragmenten afkomstig van openbare socialenetwerksites (zoals Myspace en Facebook) gepubliceerd. Zij ziet dit boek als een onderzoek naar het fenomeen haatmail.